# Edgar Badia i Guardiola
Edgar Badia i Guardiola (Barcelona, 12 de febrer del 1992) és un futbolista professional català que juga com a porter per la Cultural Leonesa. És internacional amb la selecció catalana

## Carrera esportiva
És un jugador format a les categories inferiors del Reial Club Deportiu Espanyol, on va esdevenir una de les promeses per la porteria perica i va arribar a debutar amb el primer equip a les ordres llavors de Mauricio Pochettino. Va marxar al Granada CF B l'estiu del 2013 després que la secretaria tècnica del club descartés la seva continuïtat, ja que buscaven un porter amb unes característiques diferents. Al Granada CF B no va aconseguir fer-se un lloc a l'onze inicial i després d'una participació testimonial va decidir marxar durant mercat d'hivern de la temporada 2013-2014 al Club Futbol Reus Deportiu.
Badia fou titular indiscutible durant les següents temporades, assolint la promoció a Segona Divisió la temporada 2015–16. El 28 de desembre de 2018, fou un dels cinc jugadors que varen deixar el Reus degut als impagaments de sou.

### Elx CF
El 5 de gener de 2019, Badía va signar contracte per sis mesos amb l'Elx CF també de segona divisió. Hi va jugar 42 partits inclosos els playoffs d'ascens de la temporada 2019–20, que van acabar en ascens La Liga després de cinc anys d'absència.
Badía va debutar a la màxima categoria el 26 de setembre de 2020, en una derrota a casa per 0–3 contra la Reial Societat.
El 7 de gener de 2024, després de perdre la seva condició de titular davant el nou fitxatge Miguel San Román, Badia va ser cedit al club de segona divisió Reial Saragossa per la resta de la la temporada. El 30 d'agost va rescindir el seu contracte amb l'Elx.

### Carrera posterior
L'11 de desembre de 2024, Badia va fitxar pel CD Tenerife amb un contracte de sis mesos.

## Internacional

### Catalunya
Internacional amb la selecció catalana, el 28 de desembre de 2016 va disputar com a suplent amb la selecció catalana el Trofeu Catalunya Internacional 2016, un partit contra la selecció de Tunísia que va acabar en empat 3 a 3 i finalment en victòria tunisenca a la tanda de penals.
El 25 de març de 2019 va disputar amb la selecció catalana el partit contra Veneçuela, que va acabar amb victòria catalana per 2 a 1, a Montilivi.
El maig de 2022 Gerard López el va convocar per disputar el partit Catalunya – Jamaica a Montilivi, una victòria per 6-0 en què Badia va ser titular.

### Espanya
Edgar Badia ha participat en les categories inferiors de la selecció espanyola jugant a la Sub-17 i a la Sub-19 amb la qual es va proclamar campió de l'Eurocopa Sub-19 de l'any 2011 essent el porter titular.